# Недашківська сільська рада
Недашківська сільська рада — колишня адміністративно-територіальна одиниця та орган місцевого самоврядування у Базарському і Малинському районах Коростенської і Волинської округ, Київської й Житомирської областей Української РСР та України з адміністративним центром у с. Недашки.

## Населені пункти
Сільській раді були підпорядковані населені пункти:
- с. Недашки
- с. Вишнянка
- с. Зелений Гай

## Населення
Кількість населення ради, станом на 1923 рік, становила 2 572 особи, кількість дворів — 517.
Станом на 1 жовтня 1941 року в сільраді налічувалось 475 дворів з 1 971 мешканцем в них, в тому числі: чоловіків — 862 та жінок — 1 109.
Відповідно до результатів перепису населення 1989 року, кількість населення ради, станом на 12 січня 1989 року, становила 982 особи.
Станом на 5 грудня 2001 року, відповідно до перепису населення України, кількість мешканців сільської ради становила 704 особи.

## Склад ради
Рада складалася з 12 депутатів та голови.

### Керівний склад сільської ради
| ПІБ                            | Основні відомості                                                               | Дата обрання | Дата звільнення |
| ------------------------------ | ------------------------------------------------------------------------------- | ------------ | --------------- |
| Недашківський Валерій Іванович | Сільський голова, 1979 року народження, освіта, безпартійний                    | 26.03.2006   | 31.10.2010      |
| Недашківський Валерій Іванович | Сільський голова, 1972 року народження, освіта середня спеціальна, безпартійний | 31.10.2010   |                 |

Примітка: таблиця складена за даними джерела

## Історія
Створена 1923 року в складі сіл Гойч, Малинка, Недашки, слободи Гнатівка та хутора Косня (згодом — Червоний Плугатар) Нововороб'ївської волості Овруцького повіту Волинської губернії. 13 липня 1927 року с. Малинка передане до складу Віслоцької сільської ради Базарського району. Станом на 1 жовтня 1941 року слоб. Гнатівка не значилася на обліку населених пунктів.
Станом на 1 вересня 1946 року сільська рада входила до складу Базарського району Житомирської області, на обліку в раді перебували с. Недашки та хутори Гойч (згодом — Зелений Гай), Червоний Лан (згодом — Вишнянка) і Червоний Плугатар.
2 вересня 1954 року, відповідно до рішення Житомирського облвиконкому № 1087 «Про перечислення населених пунктів в межах районів Житомирської області», х. Червоний Плугатар передано до складу П'ятидубської сільської ради Базарського району. 14 березня 1960 року, відповідно до рішення Житомирського ОВК № 227 «Про зміни в адміністративно-територіальному поділі сільських рад Малинського р-н.», до складу ради включено с. Ксаверів ліквідованої Ксаверівської сільської ради Малинського району. 7 січня 1963 року, відповідно до рішення ЖОВК № 2 «Про зміну адміністративної підпорядкованості окремих сільських ради і населених пунктів», в с. Ксаверів відновлено окрему сільську раду.
На 1 січня 1972 року сільська рада входила до складу Малинського району Житомирської області, на обліку в раді перебували села Вишнянка, Зелений Гай та Недашки.
Виключена з облікових даних 17 липня 2020 року. Територію та населені пункти ради, відповідно до розпорядження Кабінету Міністрів України № 711-р від 12 червня 2020 року «Про визначення адміністративних центрів та затвердження територій територіальних громад Житомирської області», включено до складу Малинської міської територіальної громади Коростенського району Житомирської області.
Входила до складу Базарського (7.03.1923 р.) та Малинського (21.01.1959 р.) районів.